# Vogliamo tutto
(Nanni Balestrini, Vogliamo tutto, Seconda Parte, Nono capitolo: L'assemblea)
Vogliamo tutto è un romanzo di Nanni Balestrini, pubblicato nel 1971.
L'opera si concentra sulla grande stagione delle lotte sociali e politiche che investirono l'Italia tra la fine degli anni sessanta e l'inizio degli anni settanta, dando corpo a una rappresentazione animata e partecipata degli eventi che costituirono il cosiddetto autunno caldo. Per l'attualità dell'argomento trattato, all'epoca il libro divenne da subito un best seller e suscitò dibattiti e polemiche accese, tanto da venir tempestivamente tradotto in francese e tedesco.

## Trama
Il protagonista, Alfonso, è un giovane campano che viene assunto dall'Ideal Standard per la sua fabbrica da aprire a Salerno. Per imparare il mestiere viene mandato, assieme ad altri neoassunti, a Brescia presso uno stabilimento già funzionante. Qui viene in contatto per la prima volta con dei sindacalisti; la prima impressione è di rigetto (il protagonista si ritiene qualunquista), ma col passare del tempo inizia a maturare una propria concezione del lavoro e del rapporto tra padrone e dipendente. A causa del suo atteggiamento ribelle e scansafatiche viene licenziato dalla fabbrica di sanitari; decide allora di emigrare a Milano, dove lavora in una fabbrica di succedanei del legno e all'Alemagna ma si lascia sedurre anche dalle molte dispendiose opportunità della vita cittadina, finché non si trasferisce a Torino, dove già abita sua sorella. Qui viene assunto alla FIAT e destinato alla catena di montaggio delle automobili, ma rifiuta i ritmi di lavoro disumani imposti agli operai. Esagera un piccolo infortunio al dito per scroccare più giorni di assenza retribuita; successivamente, in segno di protesta, porta un cartello di protesta dentro la fabbrica, ha un violento alterco con un ingegnere durante una manifestazione sindacale e viene alle mani con i guardiani al cancello: tutto ciò lo porta a un nuovo licenziamento. A questo punto si getta a capofitto nelle lotte operaie che preludono all'autunno caldo del 1969, rivendicando un'azione diretta degli operai per cercare di conquistare il potere nella politica e nell'economia, senza la mediazione dei sindacati, ormai troppo integrati nel sistema che sfrutta i lavoratori. L'obiettivo di lungo periodo non è tanto quello di migliorare le proprie condizioni di lavoro quanto di abolirlo del tutto, perché "il lavoro fa schifo".
Tra le varie iniziative di lotta, viene citata l'occupazione del municipio di Nichelino, comune nel quale risiedono molti dipendenti FIAT in condizioni disagiate. Assemblee tenute all'Università sanciscono la saldatura tra le azioni di lotta operaie e studentesche, e il 3 luglio 1969 si svolge una grande manifestazione, per chiedere il blocco degli affitti, che degenera in scontri di piazza. Il protagonista riesce a evitare l'arresto rifugiandosi sui tetti.

## Stile
Il romanzo, narrato in prima persona dallo stesso protagonista, si segnala per la particolarissima prosa che, nel suo fitto utilizzo d'anacoluti, dialettismi e sgrammaticature varie e nella sua abolizione pressoché totale della punteggiatura (caratteristica questa che si rivelerà poi una cifra stilistica dell'opera di Balestrini), mira innanzitutto a riprodurre la prosodia tipica del parlato, come se l'opera stessa non fosse nient'altro che la trascrizione letterale d'un racconto orale. 
Suddiviso in due parti, l'intreccio procede fondamentalmente per unità narrative di breve estensione, chiamate dallo stesso autore "lasse narrative", da principio alquanto frammentarie ed aleatorie ma che mano a mano che ci si addentra nella seconda metà dell'opera tendono poi a compattarsi in un'unica narrazione coerente, dal taglio quasi documentaristico e dal linguaggio via via più politicizzato e nutrito dal lessico dei volantini e slogan di lotta, in linea con lo svilupparsi da parte del protagonista d'una propria coscienza politica e sociale.

## Edizioni
- Nanni Balestrini, Vogliamo tutto, Milano, Feltrinelli, 1971.
- Nanni Balestrini, Vogliamo tutto, Milano, Garzanti, 1974.
- Nanni Balestrini, Vogliamo tutto, Oscar, Milano, Mondadori, 1988.
- Nanni Balestrini, Vogliamo tutto, in La grande rivolta, Milano, Bompiani, 1999.
- Nanni Balestrini, Vogliamo tutto, prefazione di Franco Berardi (Bifo), Roma, Derive Approdi, 2004, ISBN 8888738398.
- Nanni Balestrini, Vogliamo tutto, Oscar scrittori moderni, Milano, Mondadori, 2013, ISBN 978-88-04-63360-0.
- Nanni Balestrini, Vogliamo tutto, 900 italiano, Milano, Mondadori, 2015.